# Green Cove Springs
Green Cove Springs város az USA Florida államában, Clay megyében, melynek megyeszékhelye is. Lakosainak száma 9786 fő (2020. április 1.).

## Népesség
A település népességének változása:
| Lakosok száma | 320  | 5378 | 6908 | 9786 |
|               | 1880 | 2000 | 2010 | 2020 |